# NABBA Mr. Universo
El título de Mister Universo es un campeonato anual de culturismo organizado por la National Amateur Bodybuilders Association, NABBA (la Asociación Nacional de Culturistas Aficionados). Tiene una serie de concursos: NABBA Mr. Universo (aficionados y profesionales), Miss Físico y Miss Figura.
Celebrado por primera vez en 1948, el concurso fue inicialmente sólo para culturistas aficionados varones, pero se añadió el concurso para profesionales en 1952, resultando vencedor el español Juan Ferrero. NABBA define al aficionado como “alguien que nunca haya recibido un premio económico por su actividad”. El concurso femenino Miss Físico se añadió en 1966, y Miss Figura se introdujo en 1986.
La Federación Internacional de Fisicoculturismo (IFBB) creó en 1959 un concurso similar, denominado desde 1976 Campeonato del Mundo amateur de culturismo para diferenciarlo del NABBA Mr. Universo.

## Ganadores
| Año  | Mr. Universo (Amateur) | Mr. Universo (Pro)    | Miss Físico          | Miss Figura              |
| ---- | ---------------------- | --------------------- | -------------------- | ------------------------ |
| 1948 | John Grimek            |                       |                      |                          |
| 1949 | No celebrado           |                       |                      |                          |
| 1950 | Steve Reeves           |                       |                      |                          |
| 1951 | Reg Park               |                       |                      |                          |
| 1952 | Mohammed Nasr          | Juan Ferrero          |                      |                          |
| 1953 | Bill Pearl             | Jim Davis             |                      |                          |
| 1954 | Enrico Thomas          | Jim Park              |                      |                          |
| 1955 | Mickey Hargitay        | Leo Robert            |                      |                          |
| 1956 | Ray Schaeffer          | Jack Dellinger        |                      |                          |
| 1957 | John Lees              | Arthur Robin          |                      |                          |
| 1958 | Earl Clark             | Reg Park              |                      |                          |
| 1959 | Len Sell               | Bruce Randall         |                      |                          |
| 1960 | Henry Downs            | Paul Wynter           |                      |                          |
| 1961 | Ray Routledge          | Bill Pearl            |                      |                          |
| 1962 | Joe Abbenda            | Len Sell              |                      |                          |
| 1963 | Tom Sansome            | Joe Abbenda           |                      |                          |
| 1964 | John Hewlett           | Earl Maynard          |                      |                          |
| 1965 | Elmo Santiago          | Reg Park              |                      |                          |
| 1966 | Chester Yorton         | Paul Wynters          | Elizabeth Lamb       |                          |
| 1967 | Arnold Schwarzenegger  | Bill Pearl            | Kathleen Winstanley  |                          |
| 1968 | Dennis Tinerino        | Arnold Schwarzenegger | Silvia Hibbert       |                          |
| 1969 | Boyer Coe              | Arnold Schwarzenegger | Jean Galston         |                          |
| 1970 | Frank Zane             | Arnold Schwarzenegger | Christine Zane       |                          |
| 1971 | Ken Waller             | Bill Pearl            | Linda Thomas         |                          |
| 1972 | Elias Petsas           | Frank Zane            | Christine Charles    |                          |
| 1973 | Chris Dickerson        | Boyer Coe             | Jean Galston         |                          |
| 1974 | Clausete González      | Chris Dickerson       | Linda Cheesman       |                          |
| 1975 | Ian Lawrence           | Boyer Coe             | Linda Cheesman       |                          |
| 1976 | Sigeru Sugita          | Serge Nubret          | Cindy Breakspear     |                          |
| 1977 | Bertil Fox             | Tony Emmot            | Bridget Gibbons      |                          |
| 1978 | Dave Johns             | Bertil Fox            | Sandra Kong          |                          |
| 1979 | Ahmet Enünlü           | Bertil Fox            | Karen Griffiths      |                          |
| 1980 | Bill Richardson        | Tony Pearson          | Erika Mes            |                          |
| 1981 | John Brown             | Robby Robinson        | Jocelyn Pigeonneau   |                          |
| 1982 | John Brown             | Edward Kawak          | Jocelyn Pigeonneau   |                          |
| 1983 | Jeff King              | Edward Kawak          | Mary Scott           |                          |
| 1984 | Brian Buchanan         | Edward Kawak          | Mary Scott           |                          |
| 1985 | Tim Belknap            | Edward Kawak          | Jocelyn Pigeonneau   |                          |
| 1986 | Marcel Brugmans        | Lance Dreher          | Monika Steiner       | Heidi Thomas             |
| 1987 | Basil Frances          | Olaf Annus            | Connie McClosky      | Sonia Walker             |
| 1988 | Victor Terra           | Charles Clairmonte    | Lisa Campbell        | Sarah Staunton           |
| 1989 | Matt Dufresne          | Charles Clairmonte    | Tatjana Scholl       | Tracey Citrone           |
| 1990 | Peter Reid             | Dino Cajo             | Monika Debatin       | Browny OBrien            |
| 1991 | Reiner Gorbracht       | Dino Cajo             | Ute Geisel           | Helen Maderson           |
| 1992 | Mustafa Mohammad       | Dino Cajo             | Bernadette Price     | Anita Lawrence           |
| 1993 | Dennis Francis         | Edward Kawak          | Deborah Compton      | Susana Pérez             |
| 1994 | Nick van Beeck         | John Terilli          | Kathy Butler-Corish  | Susana Pérez             |
| 1995 | Grant Clemesha         | Brian Buchanan        | Kathy Butler-Corish  | Susana Pérez             |
| 1996 | Frederico Focherini    | Shaun Davis           | Billie Kaine         | Pina Theodoridis         |
| 1997 | Grant Thomas           | Eddy Ellwood          | Patricia Veldmann    | Claudia Mühlhaus         |
| 1998 | Gary Lister            | Eddy Ellwood          | Julia Abel           | Pina Theodoridis         |
| 1999 | Franco Male            | Eddy Ellwood          | Taylor Young         | Giovanna Rosa            |
| 2000 | Sergei Ogorodnikov     | Eddy Ellwood          | Olga Tikhonova       | Giovanna Rosa            |
| 2001 | Steffen Müller         | Eddy Ellwood          | Anja Timmer          | Giovanna Rosa            |
| 2002 | Costantino Caleazzo    | Gary Lister           | Claudia Bianchi      | Giovanna Rosa            |
| 2003 | Hassan Al Saka         | Gary Lister           | Olga Tikhonova       | Cherie Loomes            |
| 2004 | Steve Sinton           | Hassan Al Saka        | Sandra Waterschoot   | Lorena Bucci             |
| 2005 | Charles Mario          | Sergei Ogorodnikov    | Desiree Dumpel       | Andrea Carvalho          |
| 2006 | Tomáš Bureš            | Steve Sinton          | Olga Tikhonova       | Silvia Finocchi Ferreira |
| 2007 | Salvatori Orazio       | Salvatori Orazio      | Alina Popa           | Andrea Carvalho          |
| 2008 | Lionel Beyeke          | Alessandro Savi       | Vivian Hijikema      | Maria Stukova            |
| 2009 | Martin Kasal           | Alexey Netesanov      | Larissa Cunha        | Dora Rodrigues           |
| 2010 | Miha Zupan             | Charles Mario         | Valentyna Yefyemchuk | Flora Conte              |